# Arthur Knautz
Arthur Knautz (Daaden, 20 marzo 1911 – Belgorod, 1º agosto 1943) è stato un pallamanista tedesco.

## Palmarès

### Olimpiadi
- Oro a Berlino 1936 nella pallamano.